# مقهى حسن باشا
مقهى حسن باشا وهو من مقاهي بغداد القديمة وقد أنشأه الوزير حسن باشا الذي حكم بغداد مابين (1006-1010ه‍/ 1597-1601م)، وتشير المراجع التاريخية إلى ان الوزير حسن باشا أمر بإنشاء جامع الوزير كما أمر بإنشاء بعض المباني الأخرى منها مقهى يقوم عند الجامع يطل على نهر دجلة بنوافذ فتحت من واجهتها الجنوبية. وتشير المصادر والوقفيات إلى ان هذا المقهى بُني لكي يدر بالأموال على الجامع ومدرسته لإدامة بناء الجامع. وجاء في وقفية أوقفها الوزير حسن على الجامع إلى ان الوزير أوقف على جامعه هذا مقهى تطل على نهر دجلة بالقرب من الجامع.
وأشار إلى هذا المقهى عند زيارته إلى بغداد الرحالة بيدرو تكسيرا وقد جلس فيه وذلك في كانون الأول 1604م، حيث قال فيه: أنشأ الوزير حسن باشا المقهى المعروف بإسمه وهو من الأبنية النفيسة، والمقهى يقع قرب جامع الوزير عند رقبة جسر المأمون تطل واجهته الجنوبية بنوافذ على نهر دجلة. وفي المقهى غلمان يرتدون ملابس فاخرة يقدمون القهوة والشاي لروادها الذين يقصدونها في فصل الشتاء نهاراً، وفي فصل الصيف ليلاً. وللمقهى شرفة تطل على النهر مباشرة ، وهذا يجعل المقهى متنزهاً لطيفاً. كما تذكر المصادر إلى وجود وسائل اللهو والتسلية في هذا المقهى كالدومينا (الدومنا) ولعبة الطاولي التي تستخدم فيها الزارات.
كما شاهد المقهى الرحالة جيمس بكنغهام عند زيارته للعراق وقال عنه: يبدوا مقهى الوزير شعلة من نار يطل على نهر دجلة. والمقهى اليوم لا أثر له ، حيث أضيفت أرضيته إلى شارع المأمون عند رقبة الجسر (جسر الشهداء حالياً).